# Мирэ
«Мирэ» (кор. 미래당) — молодёжная политическая партия Республики Корея, основанная 20 марта 2017 года. Ориентирована на подрастающее поколение страны и критикует основные политические партии страны за то, что они не представляют должным образом голоса молодёжи.

## История
Основана 20 марта 2017 года под названием «Наше будущее» (кор. 우리미래). 17 февраля 2020 года переименована в партию «Мирэ» (кор. 미래당).

## Идеология
Придерживается прогрессивных взглядов. Партия выдвигает «живую политику» для женщин и молодёжи и призывает к активному улучшению образовательной и трудовой среды молодёжи, а также обеспечению «права молодёжи на игру». Партия также призывает предоставить активное избирательное право с 16 лет, а пассивное — с 20 лет. Кроме того, партия «Мирэ» активно продвигает права ЛГБТ в Корее.

## Внешнеполитическая деятельность
Партия обменивалось мнениями с тайваньской партией «Новая сила» по различным политическим вопросам, включая вопросы молодёжи.